# Diocesi di Tolentino

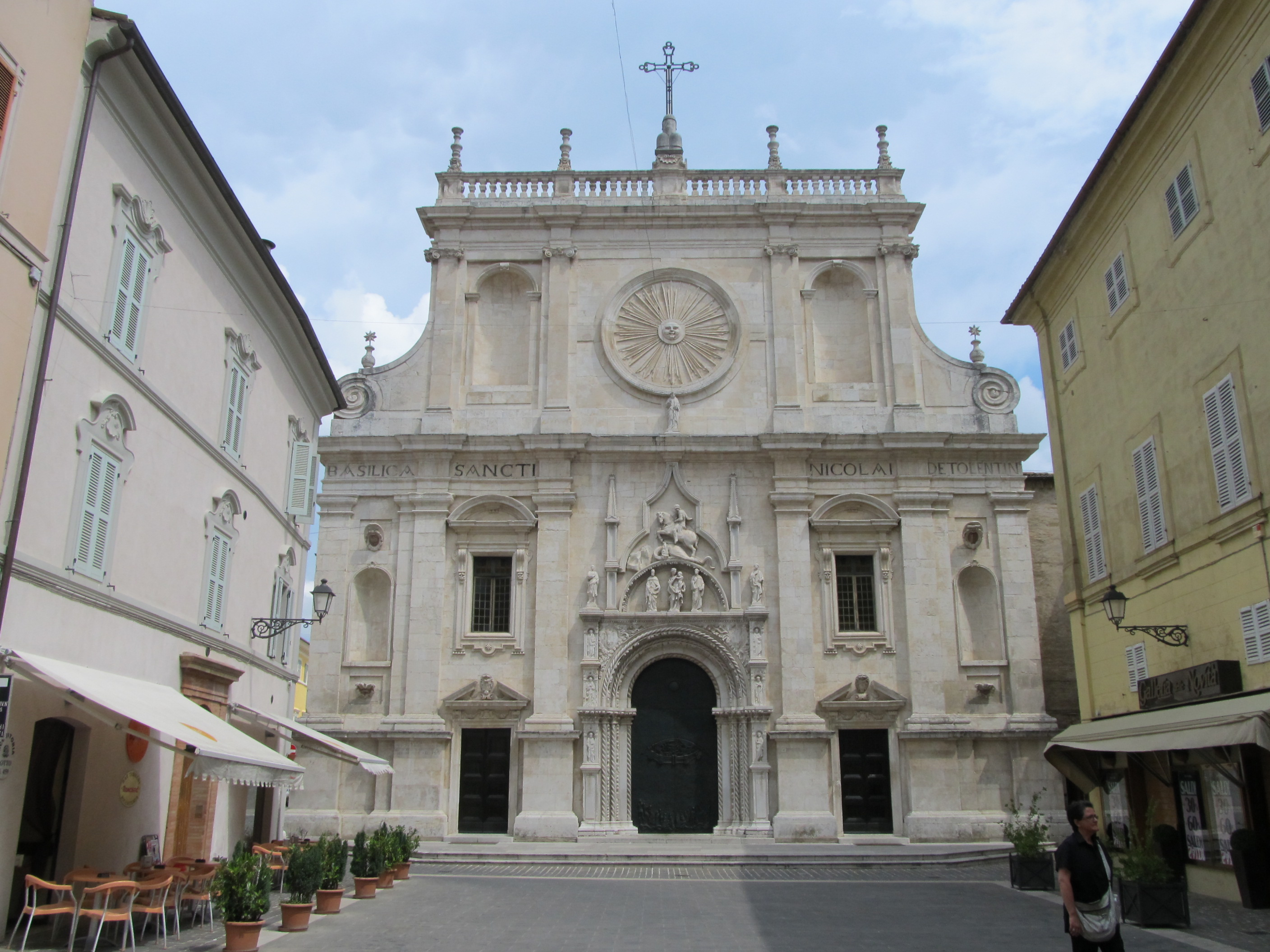
La basilica di San Nicola da Tolentino.

La diocesi di Tolentino (in latino Dioecesis Tolentina) è una sede soppressa e sede titolare della Chiesa cattolica in Italia.

## Territorio
La diocesi comprendeva i comuni di Tolentino e di Colmurano, nelle Marche.
Sede vescovile era la città di Tolentino, dove fungeva da cattedrale la basilica di San Catervo.
Al momento della piena unione con la diocesi di Macerata, nel 1986, la diocesi di Tolentino comprendeva 11 parrocchie, così distribuite:
- a Tolentino: la cattedrale, Sacro Cuore, San Francesco, San Giuseppe, Santa Famiglia, Santa Maria delle Grazie, Santa Maria Maddalena, Santissimo Crocifisso, Spirito Santo, Santa Maria Annunziata;
- a Colmurano: San Donato.

## Storia
Tolentino fu un'antica sede episcopale del Piceno, legata alla memoria di san Catervo, patrono della città e della diocesi. Secondo un'antica iscrizione Flavius Iulius Catervius ricevette il battesimo dal vescovo Probiano di Tolentino, vissuto all'incirca nella seconda metà del IV secolo. Altro vescovo noto di Tolentino è Basilio, che partecipò ai sinodi romani del 487, del 499 e del 502. Con l'invasione dei Longobardi, la diocesi scomparve ed il suo territorio venne assorbito da quella di Camerino.
La diocesi fu ristabilita da papa Sisto V il 10 dicembre 1586 con la bolla Super universas, ricavandone il territorio dalla diocesi di Camerino, ed unita aeque principaliter alla diocesi di Macerata. La diocesi era molto piccola e comprendeva solo 5 parrocchie, di cui 2 nella città di Tolentino; primitiva cattedrale era la chiesa matrice di Santa Maria, ma già nel 1653 fu trasferita nella chiesa di San Francesco, fino al trasferimento nella basilica di San Catervo nel 1817.
Primo vescovo delle diocesi unite di Macerata e Tolentino fu Galeazzo Moroni, già vescovo di Macerata, che morì il 1º settembre 1613. Il seminario fu istituito dal vescovo Papirio Silvestri nel 1653 e restò aperto fino al 1975.
L'11 febbraio 1976 Francesco Tarcisio Carboni fu nominato vescovo di Macerata e Tolentino, di Recanati, di Cingoli e di Treia, che furono così unite in persona episcopi.
Il 25 gennaio 1985, con il decreto Quo aptius della Congregazione per i vescovi furono unite aeque principaliter le sedi di Macerata, Tolentino, Recanati, Cingoli e Treia.
Il 30 settembre 1986, con il decreto Instantibus votis della medesima Congregazione per i vescovi, fu stabilita la plena unione delle cinque diocesi e la nuova circoscrizione ecclesiastica assunse il nome di Macerata-Tolentino-Recanati-Cingoli-Treia, suffraganea dell'arcidiocesi di Fermo.
Il 17 dicembre 2022, in forza del decreto Plenam optatam unionem del Dicastero per i vescovi, la diocesi di Macerata-Tolentino-Recanati-Cingoli-Treia ha assunto il nome di "diocesi di Macerata", e Tolentino è diventata una sede vescovile titolare della Chiesa cattolica; dal 15 gennaio 2025 l'arcivescovo, titolo personale, titolare è Maurizio Bravi, nunzio apostolico in Papua Nuova Guinea e Isole Salomone.

## Cronotassi

### Vescovi
- Probiano † (seconda metà del IV secolo)
- Basilio † (prima del 487 - dopo il 502)
  - Sede soppressa (VI secolo - 1586)
  - Sede restaurata e unita aeque principaliter a Macerata (1586-1986)

### Vescovi titolari
- Rolandas Makrickas (11 febbraio 2023 - 7 dicembre 2024 nominato cardinale diacono di Sant'Eustachio)
- Maurizio Bravi, dal 15 gennaio 2025